# Station Kerauzern
Station Kerauzern was een spoorwegstation in de Franse gemeente Ploubezre. Het station is gesloten in 1993.